# مركز التجارة العالمي 1
مركز التجارة العالمي 1 عرف سابقاً باسم برج الحرية (بالإنجليزية: Freedom Tower)‏ ويتم تداول الاسم القديم حتى الآن; هو برج يقع في مدينة نيويورك في نفس موقع برجي التجارة العالمي المنهارين في هجمات 11 سبتمبر 2001 بالمنطقة المعروفة بغراوند زيرو ويهدف بناء برج الحرية إلى سد بعض من الفجوة العاطفية والفعلية التي حفرها ذلك اليوم في الحي الواقع في المنطقة الجنوبية من جزيرة منهاتن. وسيرتفع المبنى، عند انتهاء تشييده في عام 2012 إلى علو يبلغ 1776 قدماً. وقد تم اختيار ذلك الرقم عمداً إذ أنه يرمز إلى العام الذي أعلنت فيه ثلاث عشرة مستعمرة صغيرة على محاذاة ساحل المحيط الأطلسي في قارة أميركا الشمالية «أنها، ومن الحق أن تكون، ولايات حرة مستقلة.» وهي التي شكلت الولايات المتحدة الأمريكية

## جهود إعادة البناء
وبذلت جهود كثيرة من المجموعات المدنية وبينها التحالف الأهلي لإعادة بناء وسط نيويورك، وإيماجن (تخيلوا) نيويورك. وعقدت مجموعة إيماجن نيويورك المئات من ورش العمل العامة وجمعت أكثر من تسعة عشر ألف فكرة، تم ضمها في نهاية الأمر في تسعة وأربعين «بيان رؤيا» خاصة بمستقبل الموقع.
وكان محور جهود هيئة تطوير منطقة جنوب جزيرة منهاتن إقامة نصب تذكاري دائم في موقع مركز التجارة العالمي. وأطلقت الهيئة في شهر نيسان / إبريل من عام 2003، منافسة تصميم دعت فيها إلى مشاركة من جميع أنحاء العالم.
وقد بذل جهد مدروس للحصول على رأي الجمهور، بما فيه عائلات ضحايا 11/9. وقد قدم أكثر من خمسة آلاف فرد، يمثلون ست قارات، وثلاثة وستين بلدا وتسعة وأربعين ولاية أميركية، تصميمات مقترحة. وأمضت هيئة المحكمين أكثر من أربعة أشهر في دارسة كل تصميم مقترح. وفي التاسع عشر من تشرين الثاني / نوفمبر 2003، أعلنت الهيئة عن تسعة مرشحين وصلوا إلى المرحلة النهائية، وذلك في معرض مفتوح للجمهور في الحديقة الشتوية لمبنى المركز المالي العالمي.
وفي السادس من كانون الثاني / يناير 2004، أعلنت هيئة المحكمين عن تصميم النصب التذكاري الفائز «تجسيد الغياب»، الذي قدمه المهندس المعماري مايكل آرد، ومهندس الحدائق بيتر ووكر. ويشتمل التصميم على ساحتين مربعتين مكشوفتين فيهما بركتان غائرتان تمثلان «موضعي أساسي» البرجين التوأمين. وستحيط بالنصب التذكاري حديقة تظللها الأشجار بحيث، كما قال المصممان «يرجع (النصب) صدى الإحساس بالخسارة والغياب» الذين سببهما الهجومان. وستقود ممرات الزوار من البركتين إلى النصب ذاته، حيث يمكنهم مشاهدة بركة أكبر «تتدفق مياهها إلى هوة ساحقة»، وعلى أطرافها أسماء جميع الضحايا.
وسيمكن للزوار أن يشاهدوا في الموضع أيضا أساس مركز التجارة العالمي وجزء من «جدار الردغة» الذي أقيم للحيلولة دون وصول مياه نهر هدسون إلى الموقع. وستقام في أحد الممرات كوة، تقابلها حجرة صغيرة، لتمكين الزوار من إضاءة شمعة أو ترك تذكار. كما سيقام مركز للإيضاح تحت الأرض، يمكن للزوار أن يشاهدوا فيه مواد من المبنيين وبعض مخلفات الضحايا الشخصية. وقد وضع المصممان صالات لإقامة المعارض وقاعات للمحاضرات ومكتبة أبحاث أيضا في هذا المركز.
وكما هو لائق، يشتمل التصميم على غرفة خاصة جدا ستضم بقايا الضحايا الذين لم يتم التعرف عليهم والموضوعة في وعاء حجري كبير، وستكون الحجرة بلا سقف بل مفتوحة على السماء. ويصور المصممان أن أفراد عائلات الضحايا سيلجاون إلى هذه الحجرة «كمكان شخصي لإستعادة الذكرى».

## بدء عملية البناء
وفوق هذا النصب التذكاري الوقور سيرتفع برج الحرية الشاهق. وقد حضر أقارب بعض الضحايا مراسم الاحتفال ببدء عملية بناء برج الحرية في الرابع من تموز/يوليو، 2004، حيث تم وضع حجر أساس من الغرانيت. وقد نُقشت على الحجر المستَخرج من جبال أديرُندَك في ولاية نيويورك عبارة: «لتكريم وإحياء ذكرى أولئك الذين فقدوا أرواحهم في 11 أيلول/سبتمبر 2001 وتحية لروح الحرية الدائمة.»
وقد صرح دانيل ليبِسكِند، الذي وضع خطة إعادة البناء، للصحفيين بأن برج الحرية هو تحية إكبار لقدرة الروح البشرية على التحمل. وأضاف أن برج الحرية سوف «يلهم نيويورك، وأميركا، والعالم أجمع، من خلال مثل الحرية والديمقراطية.»
وقال رئيس بلدية نيويورك، مايكل بلومبيرغ، إن بدء العمل في تشييد البرج يوم تاريخي بالنسبة للولايات المتحدة.
وأضاف: «إننا نتذكر أن الحريات، وهي أسس دولتنا المتينة، لا يمكن أن يهزها عنف أو كراهية. وإننا إذ نضع حجر الأساس الرائع هذا من الأمل، إنما نبعث برسالة إلى بني البشر في جميع أنحاء العالم بأن الحرية ستنتصر دوما.»
وقال جون فوي، الذي توفيت والدة زوجته في الهجوم: «هذه بداية جديدة. وكلنا نحتاج لأن نواصل حياتنا ونتخطى هذا.»
كما قال الحاكم باتاكي أن العشرين طناً من الغرانيت التي تشكل أساساً لبرج الحرية تمثل «أساس رمز جديد للقوة والثقة الأميركيتين. ونحن نرسي اليوم حجر الأساس لرمز جديد لهذه المدينة وهذا البلد ولقوة عزيمتنا في وجه الإرهاب.»

## تصميم برج الحرية
وسيكون برج الحرية رفيع الشكل، بقاعدة أكبر مساحة من مساحة قمته التي تنتهي بقمة مستدقة صُممت بحيث تعيد إلى الذهن تمثال الحرية القريب منه، وهو النصب التذكاري الذي يستقبل من يدخلون إلى ميناء مدينة نيويورك بحرا. وسيزيد علو البرج عن علو مبنى تايبيه 101 في تايوان. ذلك أن ارتفاع مبنى تايبيه يبلغ 1667 قدما.
وقد صمم مبنى برج الحرية بحيث سيشتمل على أحدث ما تم التوصل إليه من أنظمة الأمان، كالمرشحات التي تنقي الهواء من العوامل البيولوجية والكيميائية، والمصاعد والسلالم التي يغلفها الاسمنت- ويفوق عرضها العرض المعتاد- ومنافذ خروج إضافية في أحوال الطوارئ.
وستستخدم الطوابق الاثنان والسبعون الأولى فقط من طوابق المبنى للمكاتب ودكاكين البيع بالمفرّق. وستوضع فوقها توربينات الريح، وهوائيات البث، والقمة المستدقة. وسترمز هذه القمة التي تناطح السماء، ويمكن مشاهدتها من على بعد أميال كثيرة، إلى الحرية والذكرى والشرف وتجدد الروح الإنسانية.